# Вентилатор
Вентилатор је електрични уређај на погон који се користи за проток ваздуха у сврху постизања телесне удобности посебно за грејање, али и за друге сврхе као што је вентилација, издувавање, хлађење или било какав транспорт плинова.
Механички гледано, вентилатор може бити било какав уређај који има лопатицу или више њих које се кружно окрећу и користе за производњу ваздушне струје. Вентилатори производе ваздушне протоке високог волумена и ниског притиска, у односу према гасним компресорима који производе високе притиске уз релативно низак волумен. Лопатица вентилатора често ће се ротирати за време излагања струјања ваздуха, те уређаји који то искоришћавају, као што су турбине често имају конструкцију сличну вентилатору.
Обично се примењују за климатску контролу, расхладне системе, личну удобност (нпр. стони електрични вентилатор), вентилацију (нпр. издувни вентилатор), уклањање прашине (нпр. усисавач), сушење или обезбеђивање ваздуха за ватру. Уобичајено је користити електричне вентилаторе као освеживаче ваздуха тако да се причврсти слој тканине која садржи омекшивач, на заштитно кућиште. То узрокује ширење угодног мириса у околни ваздух.
Уз њихову утилитарну функцију, антикни вентилатори, а посебно електрични вентилатори произведени крајем 19. века, постали су препознатљива колекционарска категорија која у САД-у има свој активни клуб колекционара.

## Врсте вентилатора
Вентилатори се могу конструисати на више разних начина. У домаћинству се могу наћи вентилатори који се могу поставити на под или сто, обесити о плафон, уградити у прозор, зид, кров, димњак итд Могу се пронаћи у електронским системима као што су рачунари где хладе склопове, или у разним апаратима као што су сушилице или грејалице. Користе се још за хлађење у уређајима за климатизацију и у аутомобилским моторима где су покретани каишем или директно мотором. Вентилатори стварају налет свежег ваздуха, али не снижавају температуру директно.
Три су главне врсте вентилатора: аксијални, центрифугални (радијални) и попречно проточни (тангенцијални).

### Аксијални вентилатор
Аксијално проточни вентилатори имају лопатице које терају ваздух да се креће паралелно до вратила, око којег се окрећу лопатице. Аксијални вентилатори терају ваздух преко осе вентилатора, линеарно, одакле и њихово име. Ова врста вентилатора има много примена, од малих вентилатора за хлађење електронике па све до великих вентилатора коришћених у ваздушним тунелима.
Пример аксијалних вентилатора:
 Стони вентилатор - Основни елементи обичног стоног вентилатора укључују лопатице, постоље, арматуру и оловне жице, мотор, заштиту лопатица, кућиште мотора, зупчани пренос осцилатора и вратило осцилатора. Осцилатор је механизам који покреће вентилатор са једне стране на другу. Вратило излази с обе стране мотора. Један крај вратила је прикључен на лопатице, а други на зупчани пренос осцилатора. Кућиште мотора спаја се са зупчани пренос и садржава ротор и статор. Вратило осцилатора повезује постоље и зупчани пренос. Кућиште мотора покрива механизам осцилатора. Заштита лопатица је повезана са кућиштем мотора због сигурности.
Електромеханички вентилатори, код колекционара, цене се према својој величини, старости, броју лопатица и очуваности. Најчешћи вентилатори су они с 4 лопатице. Вентилатори са 5 или 6 лопатица су ретки. Колекционари још гледају и на материјале од којих су направљене поједине компоненте вентилатора.
 Плафонски вентилатор - Вентилатор обешен о плафон се зове плафонски вентилатор. Већином немају заштиту за лопатице зато што су на висини коју човек не може досегнути. Често су у комбинацији са светлом. Користе се за покретање струјања ваздуха у просторијама.
У аутомобилима, вентилатор се користи за хлађење мотора и спречава прегревање мотора тако што пуше или усисава ваздух кроз хладњак напуњен средством за хлађење. Може бити погоњен ремењем снагом мотора или електричном енергијом акумулатора.
 Рачунарски вентилатор - Вентилатор који служи за хлађење процесора и осталих компонената рачунара.

### Центрифугални вентилатор
Центрифугални вентилатор поседује покретну компоненту (ротор или импелер) која се састоји од централног вратила око којег је смештен комплет лопатица, или ребара. Центирфугални вентилатори пушу ваздух под правим углом од довода ваздуха и врте ваздух према одводу ваздуха. Ротор се ротира узрокујући да ваздух уђе у вентилатор близу вратила и да се креће вертикално од вратила према отвору на кућишту вентилатора. Центрифугални вентилатори производе већи притисак за подразумевани волумен ваздуха и користе се где је потребан већи притисак, као што је на пример пухалица за лишће, фен за косу, пумпа за ваздушне душеке и остало. Уобичајено је да су бучнији од аксијалних вентилатора.

### Попречно проточни вентилатор
Попречно проточни вентилатор је у ствари центрифугални вентилатор у којем ваздух струји кроз вентилатор, а не кроз улазни отвор. Његов ротор је покривен како би се створио диференцијал притиска. Када се користе у домаћинству, имају мањи отвор на једној страни, а већи на другој. Резултат разлике притиска омогућава ваздуху струјање равно кроз вентилатор, иако се лопатице вентилатора супротстављају току ваздуха на једној страни ротације. Попречно проточни вентилатори дају ваздушни проток уздуж целе ширине вентилатора. Попречно проточни вентилатори су бучнији од обичних центрифугалних вентилатора јер се лопатице вентилатора "боре" са током ваздуха на једној страни ротације. Често се употребљавају у климатизационим уређајима, аутомобилском вентилационом систему, те за хлађење у средње великој опреми као што су фотокопир уређаји.
Постоје примене попречно проточног вентилатора у систему погона авиона, уско повезаног с крилима летелице. Та технологија је још у развоју којег предводи компанија Фанвинг.

## Мотор вентилатора
Самосталан вентилатор је обично покретан електричним мотором. Вентилатори су често директно прикључени на мотор, без потребе за ремењем или зупчаницима. Електрични мотор је или скривен у средишту вентилатора или се пружа иза њега. За велике индустријске вентилаторе употребљавају се трофазни асинхрони мотори, који се смештају близу вентилатора и покрећу га ремењем. Мањи вентилатори се често напајају ниско-моментне индукциони мотор на наизменичну струју, или моторима са четкицама или без њих на једносмерну струју. Вентилатори покретани наизменичном струјом обично користе већи напон, док они покретани једносмерном струјом користе мањи напон, обично 24 В, 12В или 5В. Вентилатори за хлађење рачунарске опреме искључиво употребљавају моторе на једносмерну струју без четкица, који производе много мање електромагнетне интерференције.
У машинама који већ имају мотор, вентилатор је обично спојен на већ постојећи мотор. Ово је чест случај у аутомобилима, чамцима, великим расхладним системима, где је вентилатор спојен или директно на погонско вратило или ремењем. Још један чест случај је конфигурација мотора са двоструким вратилом, где један крај вратила управља механизмом док други крај вратила има монтиран вентилатор који хлади мотор.